# Lariks (Assen)
Lariks is een woonwijk in de Nederlandse stad Assen.
De wijk Lariks werd in de jaren zestig van de 20e eeuw aangelegd rond het landgoed De Lariks. Er is in de wijk laagbouw en hoogbouw. De wijk grenst in het oosten aan de Nobellaan en de Weiersstraat, in het zuiden aan de Vaart NZ, en in het westen aan de Europaweg-West.

## Voorzieningen
Tot de voorzieningen behoren het winkelcentrum Nobellaan, een kinderboerderij en een scholengemeenschap (CS Vincent van Gogh).